# Dār Qeshlāq
Dār Qeshlāq (persiska: دار قشلاق, دَر غِشلَغ) är en ort i Iran.   Den ligger i provinsen Hamadan, i den nordvästra delen av landet, 300 km väster om huvudstaden Teheran. Dār Qeshlāq ligger 1 924 meter över havet och antalet invånare är 266.
Terrängen runt Dār Qeshlāq är huvudsakligen platt, men åt nordväst är den kuperad. Runt Dār Qeshlāq är det ganska tätbefolkat, med 52 invånare per kvadratkilometer. Närmaste större samhälle är Qohord-e Bālā, 6,0 km söder om Dār Qeshlāq. Trakten runt Dār Qeshlāq består i huvudsak av gräsmarker.